# Teaonui Tehau
Teaonui Tehau (Papeete, 1 de setembro de 1992) é um futebolista taitiano que atua como atacante. Atualmente joga pelo AS Vénus e defende a Seleção Taitiana de Futebol.

## Gols internacionais
| # | Data                  | Oponente | Estádio                      | Gol  | Placar |
| - | --------------------- | -------- | ---------------------------- | ---- | ------ |
| 1 | 3 de setembro de 2011 | Kiribati | Estádio Boewa, Boulari       | 10-1 | 17-1   |
| 2 | 3 de setembro de 2011 | Kiribati | Estádio Boewa, Boulari       | 11-1 | 17-1   |
| 3 | 3 de setembro de 2011 | Kiribati | Estádio Boewa, Boulari       | 13-1 | 17-1   |
| 4 | 3 de setembro de 2011 | Kiribati | Estádio Boewa, Boulari       | 15-1 | 17-1   |
| 5 | 3 de setembro de 2011 | Kiribati | Estádio Boewa, Boulari       | 16-1 | 17-1   |
| 6 | 3 de setembro de 2011 | Kiribati | Estádio Boewa, Boulari       | 17-1 | 17-1   |
| 7 | 1 de junho de 2012    | Samoa    | Estádio Lawson Tama, Honiara | 5-0  | 10-0   |
| 8 | 5 de junho de 2012    | Vanuatu  | Estádio Lawson Tama, Honiara | 4-0  | 4-1    |